# Aphodius walshi
Aphodius walshi là một loài bọ cánh cứng trong họ Scarabaeidae. Loài này được Horn miêu tả khoa học năm 1870.